# Muckraker

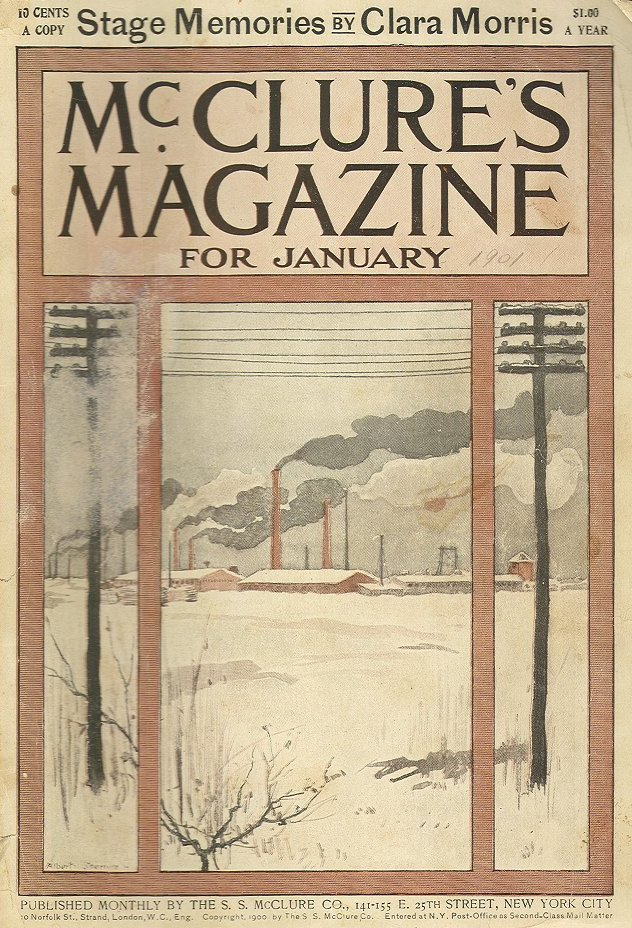
McClure's (portada de gener de 1901) va publicar diversos articles "muckraker" primerencs.

El terme muckraker ((anglès) muck: fems, brutícia, / rake: rampí, rastell) fa referència als periodistes reformistes que van escriure predominantment a les revistes populars dels Estats Units de principis del segle xx. Es relaciona amb el periodisme d'investigació, el sensacionalisme i el periodisme vigilant ((anglès): "watchdog journalism"). El cas Watergate n'és un exemple d'aquest últim.
El corrent muckraker va sorgir entorn del 1900 i va continuar sent influent fins a la Primera Guerra Mundial. En aquest moment, el moviment, associat amb l'Era Progressista ((anglès): Progressive Era) als Estats Units, va arribar a la seva fi, degut a una combinació de boicots publicitaris, joc brut i patriotisme.
Abans de la Primera Guerra Mundial, el terme "periodista d'investigació" s'utilitzà per referir-se de manera general a un escriptor que investiga i publica informes veraços per realitzar una auditoria o la funció de vigilància. En l'accepció moderna, el terme descriu tant un periodista que escriu en la tradició adversarial o alternativa, o un no-periodista el propòsit del qual en publicar és defensar la reforma i el canvi.
L'origen del terme muckraker fa referència a un personatge del clàssic de John Bunyan Pilgrim's Progress, "l'home del rampí dels fems" ((anglès):"the Man with the Muck-rake") que rebutja la salvació per centrar-se en la immundícia. Es va fer popular després que el president Theodore Roosevelt, va referir-se a aquest personatge en un discurs del 1906, conegut com el discurs "The Man with the Muck Rake".
Aquests escriptors es van centrar en una àmplia gamma de temes, incloent el monopoli del petroli, bestiar, processament i envasat de carn, medicines, treball infantil, la contaminació, higiene dels aliments, el treball assalariat, les condicions de treball a la indústria i l'agricultura, etc. En diversos casos, les revelacions sensacionalistes van portar a la protesta pública, investigacions governamentals i legals, i, en alguns casos, com la manca d'higiene del processament de carn a les envasadores de Chicago denunciat per Upton Sinclair a The Jungle, es van promulgar lleis per fer front als problemes esbombats pels escriptors.

## Muckrakers destacats i la seva obra
- Ray Stannard Baker
- Lincoln Steffens
- Ida M Tarbell
- Upton Sinclair
- Will Irwin
- David Graham Phillips
- Jacob Riis
- Charles Edward Russell
- William English Walling

- Samuel Hopkins Adams (1871–1958) — The Great American Fraud (1905) (patents farmacéutiques)
- Ray Stannard Baker (1870–1946) — McClure's & The American Magazine
- Burton J. Hendrick (1870–1949) — "The Story of Life Insurance" Maig - Novembre 1906 McClure's (assegurances)
- Frances Kellor (1873–1952) — Out of Work (1904) (atur crònic)
- Thomas William Lawson (1857–1924) Frenzied Finance (1906) (afer d'Amalgamated Copper)
- Gustavus Myers (1872–1942) - "The History of Tammany Hall" (1901) (corrupció)"History of the Great American Fortunes" "History of The Supreme Court of the United States" "A History of Canadian Wealth" "History of Bigotry in the United States".
- Edwin Markham (1852–1940) — Children in Bondage (1914) (treball infantil).
- Frank Norris (1870–1902) The Octopus.
- Fremont Older (1856–1935) - Corrupció a San Francisco i l'afer Tom Mooney.
- Drew Pearson (1897–1969) — "Washington Merry-Go-Round".
- Jacob Riis (1849–1914) — How the Other Half Lives, (suburbis).
- Charles Edward Russell (1860–1941) — Beef Trust (indústria càrnia) i Presó de Geòrgia.
- Upton Sinclair (1878–1968) — The Jungle (1906) (indústria càrnia) (periodisme, petroli, educació, ...).
- John Spargo (1876–1966) — The Bitter Cry of Children (treball infantil).
- Lincoln Steffens (1866–1936) The Shame of the Cities (1904).
- Ida M. Tarbell (1857–1944) The History of the Standard Oil Company.
- John Kenneth Turner — (1879–1948) Barbarous Mexico (1910).